# Azurina atrilobata
Azurina atrilobata là một loài cá biển thuộc chi Azurina trong họ Cá thia. Loài này được mô tả lần đầu tiên vào năm 1862.

## Từ nguyên
Từ định danh được ghép bởi 2 âm tiết trong tiếng Latinh: atri ("đen") và lobata ("có thùy"), hàm ý đề cập đến màu đen trên thùy đuôi của loài cá này.

## Phân loại học
A. atrilobata ban đầu được xếp vào chi Chromis, nhưng dựa trên bằng chứng di truyền, loài này đã được chuyển sang chi Azurina.

## Phạm vi phân bố và môi trường sống
A. atrilobata được ghi nhận dọc theo vùng biển Đông Thái Bình Dương, từ ngoài khơi bán đảo Baja California và vịnh California xuôi về phía nam đến Bắc Peru, bao gồm quần đảo Revillagigedo, đảo Cocos, đảo Malpelo và quần đảo Galápagos xa bờ.
A. atrilobata sinh sống tập trung gần những rạn san hô và đá ngầm ở độ sâu đến 80 m, nhưng thường được nhìn thấy ở độ sâu khoảng 20 m trở vào bờ.

## Mô tả
Chiều dài cơ thể tối đa được ghi nhận ở A. atrilobata là 13,4 cm. Cơ thể màu xám ánh bạc, hơi phớt nâu đỏ, có sọc đen ở trên vây lưng. Có một đốm trắng nổi bật ngay dưới cuối của gốc vây lưng và đốm đen ở gốc vây ngực. Vây đuôi xẻ sâu, mỗi thùy hẹp và có màu đen sẫm giống như một chiếc kéo. Chúng gần như trở nên vô hình khi bơi vào vùng nước sâu thẳm, ngoại trừ đốm trắng sau lưng tạo cảm giác phát sáng.
Số gai ở vây lưng: 12; Số tia vây ở vây lưng: 12–13; Số gai ở vây hậu môn: 2; Số tia vây ở vây hậu môn: 10–12; Số gai ở vây bụng: 1; Số tia vây ở vây bụng: 5; Số tia vây ở vây ngực: 18–19; Số vảy đường bên: 20–21.

## Sinh thái học
Thức ăn của A. atrilobata là những động vật phù du. Chúng thường hợp thành đàn lớn ở vùng nước mặt thoáng. Cá đực có tập tính bảo vệ và chăm sóc trứng.